# 阿韦龙省加亚克
阿韦龙省加亚克（法語：Gaillac-d'Aveyron）是法国阿韦龙省的一个市镇，属于罗德兹区和洛特与帕朗日县（Lot et Palanges）。该市镇2009年时的人口为307人。

## 人口
阿韦龙省加亚克人口变化图示
| 数据来源：INSEE |